# Jeanuël Belocian
Jeanuël Belocian (Les Abymes, 17 febbraio 2005) è un calciatore francese, difensore del Bayer Leverkusen.

## Carriera

### Club
Cresciuto calcisticamente nelle giovanili di AJC e Stade Lamentinois, squadre della sua terra d'origine, nel 2020 viene acquistato dal Rennes, che lo aggrega al suo settore giovanile.
Nel marzo del 2022 esordisce in Ligue 1, mentre il successivo novembre debutta in Europa League.

### Nazionale
Tra il 2019 e il 2022, ha giocato nella selezioni giovanili francese under-17.

## Statistiche

### Presenze e reti nei club
Statistiche aggiornate al 12 maggio 2024.
| Stagione        | Squadra         | Campionato      | Campionato | Campionato | Coppe nazionali | Coppe nazionali | Coppe nazionali | Coppe continentali | Coppe continentali | Coppe continentali | Altre coppe | Altre coppe | Altre coppe | Totale | Totale |
| Stagione        | Squadra         | Comp            | Pres       | Reti       | Comp            | Pres            | Reti            | Comp               | Pres               | Reti               | Comp        | Pres        | Reti        | Pres   | Reti   |
| --------------- | --------------- | --------------- | ---------- | ---------- | --------------- | --------------- | --------------- | ------------------ | ------------------ | ------------------ | ----------- | ----------- | ----------- | ------ | ------ |
| 2021-2022       | Rennes 2        | CN3             | 11         | 0          | -               | -               | -               | -                  | -                  | -                  | -           | -           | -           | 11     | 0      |
| 2022-2023       | Rennes 2        | CN2             | 3          | 0          | -               | -               | -               | -                  | -                  | -                  | -           | -           | -           | 3      | 0      |
| Totale Rennes 2 | Totale Rennes 2 | Totale Rennes 2 | 14         | 0          |                 | -               | -               |                    | -                  | -                  |             | -           | -           | 14     | 0      |
| 2021-2022       | Rennes          | L1              | 1          | 0          | CF              | 0               | 0               | UECL               | 0                  | 0                  | -           | -           | -           | 1      | 0      |
| 2022-2023       | Rennes          | L1              | 8          | 0          | CF              | 0               | 0               | UEL                | 3                  | 0                  | -           | -           | -           | 11     | 0      |
| 2023-2024       | Rennes          | L1              | 23         | 0          | CF              | 1               | 0               | UEL                | 3                  | 0                  | -           | -           | -           | 27     | 0      |
| Totale Rennes   | Totale Rennes   | Totale Rennes   | 32         | 0          |                 | 1               | 0               |                    | 6                  | 0                  |             | -           | -           | 39     | 0      |
| Totale carriera | Totale carriera | Totale carriera | 46         | 0          |                 | 1               | 0               |                    | 6                  | 0                  |             | -           | -           | 53     | 0      |

## Palmarès

### Club
- Supercoppa di Germania: 1

Bayer Leverkusen: 2024

### Nazionale
- Campionato d'Europa Under-17: 1

Israele 2022